# GNU Debugger
GNU Debugger — переносимый отладчик проекта GNU, который работает на многих UNIX-подобных системах и умеет производить отладку многих языков программирования, включая Си, C++, Free Pascal, FreeBASIC, Ada, Фортран и Rust. GDB — свободное программное обеспечение, распространяемое по лицензии GPL.

## История
Первоначально написан Ричардом Столлманом в 1988 году. За основу был взят отладчик DBX, поставлявшийся с дистрибутивом BSD. С 1990 до 1993 гг. проект поддерживался Джоном Джилмором, во время его работы в компании Cygnus Solutions. В настоящее время разработка координируется Управляющим комитетом GDB (GDB Steering Committee), назначенным Free Software Foundation.

### История выпусков
- 4 июня 2017: GDB 8.0
- 28 августа 2015: GDB 7.10
- 6 февраля 2014: GDB 7.7
- 26 апреля 2013: GDB 7.6[5]
- 7 августа 2012: GDB 7.5
- 26 апреля 2012: GDB 7.4.1
- 24 января 2012: GDB 7.4
- 26 июля 2011: GDB 7.3
- 2 сентября 2010: GDB 7.2
- 15 марта 2010: GDB 7.1
- 6 октября 2009: GDB 7.0
- 27 марта 2008: GDB 6.8
- 3 октября 2003: GDB 6.0

## Технические детали

### Особенности
GDB предлагает обширные средства для слежения и контроля за выполнением компьютерных программ. Пользователь может изменять внутренние переменные программ и даже вызывать функции независимо от обычного поведения программы. GDB может отлаживать исполняемые файлы в формате a.out, COFF (в том числе исполняемые файлы Windows), ECOFF, XCOFF, ELF, SOM, использовать отладочную информацию в форматах stabs, COFF, ECOFF, DWARF, DWARF2. Наибольшие возможности отладки предоставляет формат DWARF2.
GDB активно развивается. Например, в версии 7.0 добавлена поддержка «обратимой отладки», позволяющей отмотать назад процесс выполнения, чтобы посмотреть, что произошло. Также в версии 7.0 была добавлена поддержка скриптинга на Python.
Для работы с GDB были созданы и другие инструменты отладки, например, датчики утечки памяти[уточнить].

### Мультиплатформенность и поддержка встроенных систем
GDB может быть скомпилирован для поддержки приложений для нескольких целевых платформ и переключаться между ними во время отладочной сессии. Процессоры, поддерживаемые GDB (2003): Alpha, ARM, H8/300, System/370, System/390, x86 и x86-64, IA-64 (Itanium), Motorola 68000, MIPS, PA-RISC, PowerPC, SuperH, SPARC, VAX, A29K, ARC, AVR, CRIS, D10V, D30V, FR-30, FR-V, Intel i960, M32R, 68HC11, Motorola 88000, MCORE, MN10200, MN10300, NS32K, Stormy16, V850, С-SKY и Z8000 (более новые выпуски не будут, вероятно, поддерживать некоторые из них.)
Целевые платформы, на которых GDB не может быть запущен, в частности, встроенные системы, могут поддерживаться с помощью встроенного симулятора (процессоры ARM, AVR), либо приложения для них могут быть скомпилированы со специальными подпрограммами, обеспечивающими удаленную отладку под управлением GDB, запущенном на компьютере разработчика. Входным файлом для отладки, как правило, используется не прошиваемый двоичный файл, а файл в одном из поддерживающих отладочную информацию форматов, в первую очередь ELF, из которого впоследствии с помощью специальных утилит извлекается двоичный код для прошивки.

### Удаленная отладка
При удаленной отладке GDB запускается на одной машине, а отлаживаемая программа запускается на другой. Связь осуществляется по специальному протоколу через последовательный порт или TCP/IP. Протокол взаимодействия с отладчиком специфичен для GDB, но исходные коды необходимых подпрограмм включены в архив отладчика. Как альтернатива, на целевой платформе может быть запущена использующая тот же протокол программа gdbserver из состава пакета GDB, исполняющая низкоуровневые функции вроде установки точек останова и доступа к регистрам и памяти.
Этот же режим используется для взаимодействия со встроенным отладчиком ядра Linux KGDB. С его помощью разработчик может отлаживать ядро как обычную программу: устанавливать точки останова, делать пошаговое исполнение кода, просматривать переменные. Встроенный отладчик требует наличия двух машин, соединенных через Ethernet или последовательный кабель, на одном из которых запущен GDB, на другом — отлаживаемое ядро.

### Пользовательский интерфейс
В соответствии с идеологией ведущих разработчиков FSF, GDB вместо собственного графического пользовательского интерфейса предоставляет возможность подключения к внешним IDE, управляющим графическим оболочкам либо использовать стандартный консольный текстовый интерфейс. Для сопряжения с внешними программами можно использовать язык текстовой строки (как это было сделано в первых версиях оболочки DDD), текстовый язык управления gdb/mi либо интерфейс для языка Python.
Были созданы такие интерфейсы, как DDD, cgdb, GDBtk/Insight и «GUD mode» в Emacs. С GDB могут взаимодействовать такие IDE, как Code::Blocks, Qt Creator, KDevelop, Eclipse, NetBeans, Lazarus, Geany.

### Примеры команд
| gdb program                  | произвести отладку программы «program» (из командной оболочки)  |
| break main                   | установить точку остановки на main                              |
| run -v                       | запустить загруженную программу с параметром -v                 |
| bt                           | обратная трассировка (в случае аварийного завершения программы) |
| info registers               | показать все регистры                                           |
| disass $pc-32, $pc+32        | дизассемблировать код                                           |
| disassemble main             | дизассемблировать функцию main                                  |
| set disassembly-flavor intel | отображать команды ассемблера в синтаксисе intel                |

## Пример использования
```
GNU gdb 6.5
Copyright (C) 2006 Free Software Foundation, Inc.
GDB is free software, covered by the GNU General Public License, and you are
welcome to change it and/or distribute copies of it under certain conditions.
Type "show copying" to see the conditions.
There is absolutely no warranty for GDB.  Type "show warranty" for details.
This GDB was configured as "i486-slackware-linux".
(gdb) run
Starting program: /home/sam/programming/crash
Reading symbols from shared object read from target memory...done.
Loaded system supplied DSO at 0xc11000
This program will demonstrate gdb

Program received signal SIGSEGV, Segmentation fault.
0x08048428 in function_2 (x=24) at crash.c:22
22         return *y;
(gdb) edit
(gdb) shell gcc crash.c -o crash -gstabs+
(gdb) run
The program being debugged has been started already.
Start it from the beginning? (y or n) y
warning: cannot close "shared object read from target memory": File in wrong format
`/home/sam/programming/crash' has changed; re-reading symbols.
Starting program: /home/sam/programming/crash
Reading symbols from shared object read from target memory...done.
Loaded system supplied DSO at 0xa3e000
This program will demonstrate gdb
24
Program exited normally.
(gdb) quit

```

После того, как причина ошибки сегментации найдена, программа отредактирована, ошибка исправлена. Исправленная программа повторно собрана с GCC и запущена.

## Недостатки
Включенные в GDB симуляторы встроенных систем, в частности, для платформы AVR, могут поддерживать только ядро процессора, но не периферию контроллера.